# 馮婉儀
馮婉儀（Connie Fung Yuen Yee），香港女性社會工作者及治療師，是首個在港主張以「園藝治療」回復患者心理與精神健康的人士。

## 簡歷
馮婉儀是位社會工作者，2003年加入美國園藝治療協會，2005年創立了香港園藝治療中心，提供專業園藝治療培訓項目、治療園景設計等服務或課程；2008年亦設置香港園藝治療協會（HKATH）和擔任會長至今。她又曾在2014年、2016年推出有關著作推廣園藝治療，包括《園藝治療–種出身心好健康》及《園藝治療理念與應用論文選集》。
馮婉儀現時擔任中國社會工作聯合會名譽顧問，主力在香港、內地、澳門、台灣與韓國等地繼續從事推廣工作，直至2015年便獲美國園藝治療協會頌發「2015年度蕾亞·麥肯迪尼斯專業服務獎」以表揚該方面的長期貢獻。

## 著作
- 2014年：明窗出版社《園藝治療 - 種出身心好健康》 ISBN 978-988-8287-19-2
- 2016年：香港園藝治療協會《園藝治療理念與應用論文選集》

## 外部連結
- 馮婉儀的Facebook專頁
- 香港園藝治療中心園藝治療師簡介 - 馮婉儀（註冊園藝治療師，註冊社會工作者） （页面存档备份，存于）
- 香港園藝治療協會 （页面存档备份，存于）